# ساعت‌سازی همیلتون

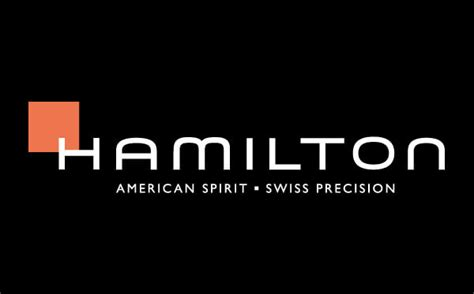
www.hamiltonwatch.com

ساعت‌سازی همیلتون (به انگلیسی: Hamilton Watch Company) نام شرکت سازندهٔ ساعت‌های لوکس سوئیسی است که در سال ۱۸۹۲ میلادی توسط آبرام بیتنر (به انگلیسی: Abram Bitner)، در لنکستر، پنسیلوانیا در آمریکا تاسیس شد.
نامگذاری همیلتون به افتخار جیمز همیلتون (به انگلیسی: James Hamilton) وکیل و معاون فرماندار پنسیلوانیا صورت گرفت.

## تاریخچه برند

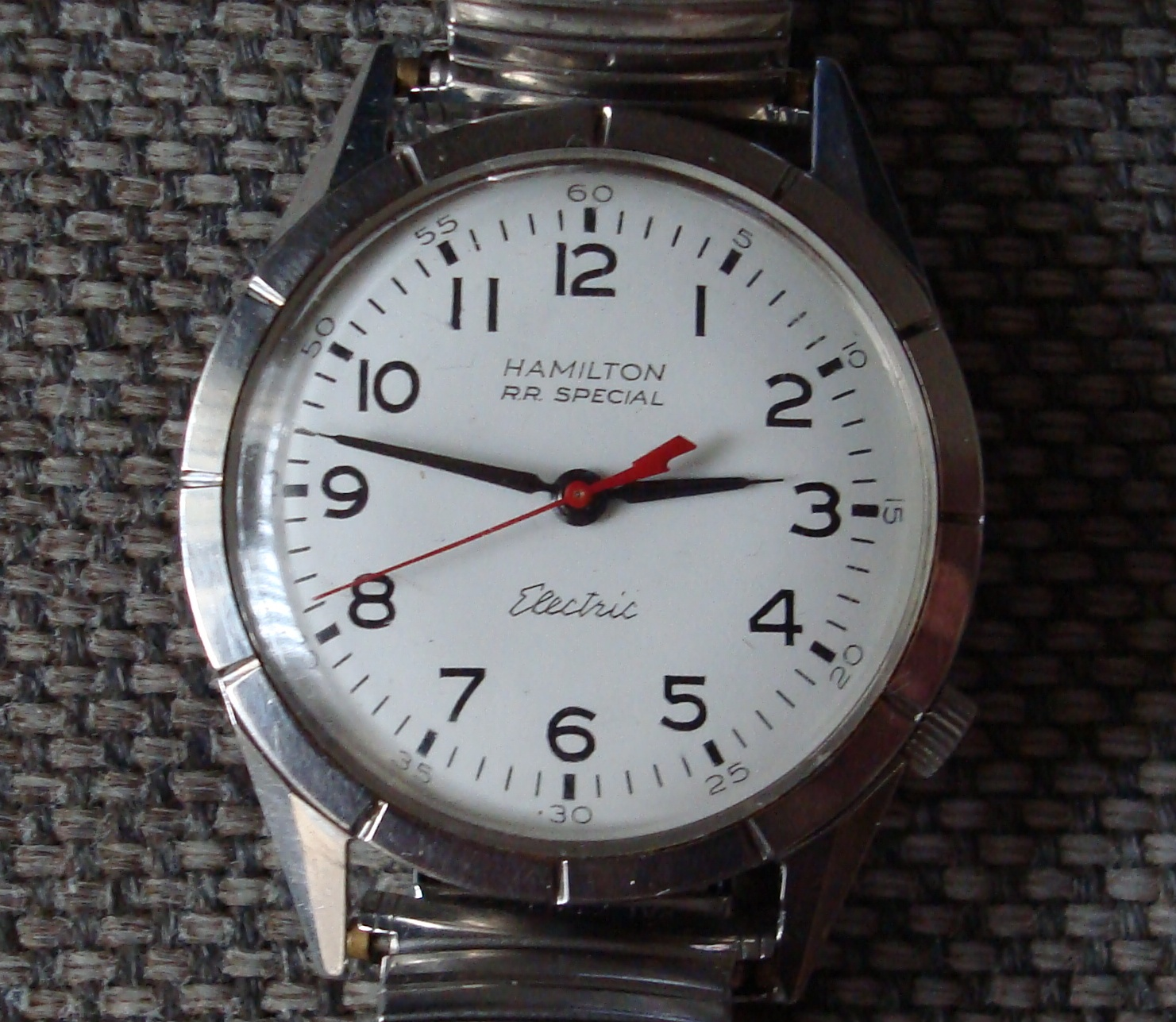
ساعت تولید شده توسط ساعت‌سازی همیلتون

در سال 1912، در اوایل بهره‌برداری از راه‌آهن آمریکا، روشی رایج برای اندازه‌گیری زمان وجود نداشت و به همین علت حوادث بسیاری اتفاق می‌افتاد؛ تا اینکه دقت ساعت‌های جیبی همیلتون و به کارگیری آن‌ها موجب حل این مشکلات شد.
در 1914، همیلتون به عنوان سازنده و تامین‌کننده رسمی ساعت‌های مچی برای سربازان نیروهای مسلح آمریکا در جنگ جهانی اول شناخته می‌شد.
در 1918، ساعت هوانوردی همیلتون نخستین سرویس هوایی نامه‌رسانی بین واشنگتن و نیویورک را همراهی کرد و این رویداد آغازی برای ورود به ساخت ساعت‌های خلبانی و هوانوردی گردید.
در 1932، اولین نمایش ساعت‌های همیلتون در هالیوود و در فیلم Shanghai Express صورت گرفت.
در سال 1957، همیلتون با ساخت نخستین ساعت با به کارگیری باتری الکتریکی انقلابی در صنعت ساعت‌سازی ایجاد کرد.
در 1961، شهرت ساعت Ventura با دیده‌شدن بر مچ ستاره راک مشهور، الویس پریسلی، به اوج خود رسید.
در 1966، همیلتون به درخواست استنلی کوبریک، فیلمساز افسانه‌ای، ساعت‌های مچی و رومیزی برای فیلم آینده‌نگرانه 2001: ادیسه فضایی طراحی نمود.
در 1969، همیلتون در ساخت نخستین کرونوگراف اتوماتیک با توسعه کالیبر 11، گامی مهم و اساسی در این زمینه برداشت.
در 1970، همیلتون مدل Pulsar خود که نخستین ساعت دیجیتال در دنیا به شمار می‌رود را معرفی نمود.
در 1974، همیلتون به کمپانی SSIH فروخته شد که بعدها به گروه سواچ تغییر نام داد.
در سال 2003، همیلتون هم دفتر مرکزی و هم تمامی تجهیزات خود را به شهر بیل کشور سوئیس منتقل ساخت.

## کالکشن ساعت‌های همیلتون
- Khaki Field
- Khaki Aviation
- Khaki Navy
- Ventura
- Jazzmaster
- American Classic
- Broadway

## حضور در فیلم‌های سینمایی
ساعت‌های همیلتون تاکنون در بیش از 500 اثر بلند سینمایی مورد استفاده قرار گرفته‌اند که برخی از آن‌ها عبارتند از:
- حضور در فیلم The Frogmen
- حضور در فیلم James Bond: Live and Let Die
- حضور در سری فیلم‌های Men in Black
- حضور در فیلم Lethal Weapon 4
- حضور در فیلم Die Hard
- حضور در فیلم Ocean's Eleven
- حضور در فیلم Interstellar
- حضور در فیلم The Martian
- حضور در فیلم Tenet